# Lijst van presidenten van Senegal
Dit is een lijst van presidenten van Senegal.

## Beknopt overzicht
| 1958      | Autonomie (Republiek Senegal)                               |
| 1959      | Sudanese Federale Republiek (Federatie van Mali en Senegal) |
| 1960      | Onafhankelijkheid van Frankrijk. Republiek Senegal          |
| 1982-1989 | Federatie tussen Senegal en Gambia (Senegambia)             |

## Overgangsregering (1958-1960)
Rond 1960 werd Senegal onafhankelijk. Onderstaande tabel schetst de situatie rond deze tijd.
| Staatshoofd | Staatshoofd             | Ambtstermijn                   | Opmerking                                                                  |
| ----------- | ----------------------- | ------------------------------ | -------------------------------------------------------------------------- |
|             | Pierre Lami (1909-1994) | 20 mei 1957 - 18 juni 1958     | Laatste gouverneur van Senegal, tevens Hoge Commissaris van de Franse Unie |
|             | Mamadou Dia (1910-2009) | 18 mei 1957 - 18 december 1962 | Vicepresident van de regeringsraad, later premier van Senegal              |

## Lijst van presidenten van Senegal (1960-heden)
| Nr. | President | President                         | Ambtstermijn                        | Partij | Partij | Verkiezing |
| --- | --------- | --------------------------------- | ----------------------------------- | ------ | ------ | ---------- |
| 1   |           | Léopold Sédar Senghor (1906-2001) | 7 september 1960 - 31 december 1980 | PSS    |        | 1963       |
| 1   | 1968      | Léopold Sédar Senghor (1906-2001) | 7 september 1960 - 31 december 1980 | PSS    |        |            |
| 1   | 1973      | Léopold Sédar Senghor (1906-2001) | 7 september 1960 - 31 december 1980 | PSS    |        |            |
| 1   | 1978      | Léopold Sédar Senghor (1906-2001) | 7 september 1960 - 31 december 1980 | PSS    |        |            |
| 2   |           | Abdou Diouf (1935)                | 1 januari 1981 - 1 april 2000       | PSS    |        | 1983       |
| 2   | 1988      | Abdou Diouf (1935)                | 1 januari 1981 - 1 april 2000       | PSS    |        |            |
| 2   | 1993      | Abdou Diouf (1935)                | 1 januari 1981 - 1 april 2000       | PSS    |        |            |
| 3   |           | Abdoulaye Wade (1926)             | 1 april 2000 - 2 april 2012         | PDS    |        | 2000       |
| 3   | 2007      | Abdoulaye Wade (1926)             | 1 april 2000 - 2 april 2012         | PDS    |        |            |
| 4   |           | Macky Sall (1961)                 | 2 april 2012 - 2 april 2024         | APR    |        | 2012       |
| 4   | 2019      | Macky Sall (1961)                 | 2 april 2012 - 2 april 2024         | APR    |        |            |
| 5   |           | Bassirou Diomaye Faye (1980)      | 2 april 2024 - heden                | PASTEF |        | 2024       |